# 沙巴州元首
沙巴州元首是马来西亚沙巴州仪式上的州最高元首。沙巴州元首的尊称为“Tuan Yang Terutama”，可以汉译为“阁下”。
根據沙巴州憲法第1(1)條，沙巴州元首由最高元首在咨询沙巴首席部長的意见后作出任命。根据马来西亚联邦宪法38条文，沙巴州元首有权列席统治者会议，但没有权利推举和表决有谁担任马来西亚最高元首。2018年12月，沙菲益領導的沙巴政府修改沙巴憲法，废除州元首不可连任超过两届的条文，使州元首职位无任期限制。
现任沙巴州元首为慕沙阿曼，于2025年1月1日就任。

## 州元首列表
以下列出历任沙巴州元首列表：
| 序 | 肖像 | 州元首        | 任期           | 任期           | 任期 |
| 序 | 肖像 | 州元首        | 就任           | 离任           | 天数 |
| -- | ---- | ------------- | -------------- | -------------- | ---- |
| 1  |      | 慕斯达法·哈仑 | 1963年9月16日  | 1965年9月16日  | 731  |
| 2  |      | 阿末·拉菲益   | 1965年9月16日  | 1973年9月16日  | 2922 |
| 3  |      | 法·史蒂芬     | 1973年9月16日  | 1975年7月28日  | 680  |
| 4  |      | 莫哈末·韩丹   | 1975年7月28日  | 1977年10月10日 | 805  |
| 5  |      | 阿末·哥罗     | 1977年10月12日 | 1978年6月25日  | 256  |
| 6  |      | 莫哈末·阿南   | 1978年6月25日  | 1986年12月31日 | 3111 |
| 7  |      | 莫哈末·赛益   | 1987年1月1日   | 1994年12月31日 | 2921 |
| 8  |      | 沙卡兰·丹戴   | 1995年1月1日   | 2002年12月31日 | 2921 |
| 9  |      | 阿末沙·阿都拉 | 2003年1月1日   | 2010年12月31日 | 2921 |
| 10 |      | 朱哈·马希鲁丁 | 2011年1月1日   | 2024年12月31日 | 5113 |
| 11 |      | 慕沙阿曼      | 2025年1月1日   | 现任           | 217  |